# フォルクスワーゲン・レーストゥアレグ
フォルクスワーゲン・レーストゥアレグ（Volkswagen Race Touareg）は、ドイツの自動車メーカーのフォルクスワーゲンが開発したクロスカントリーカー。

## 概要

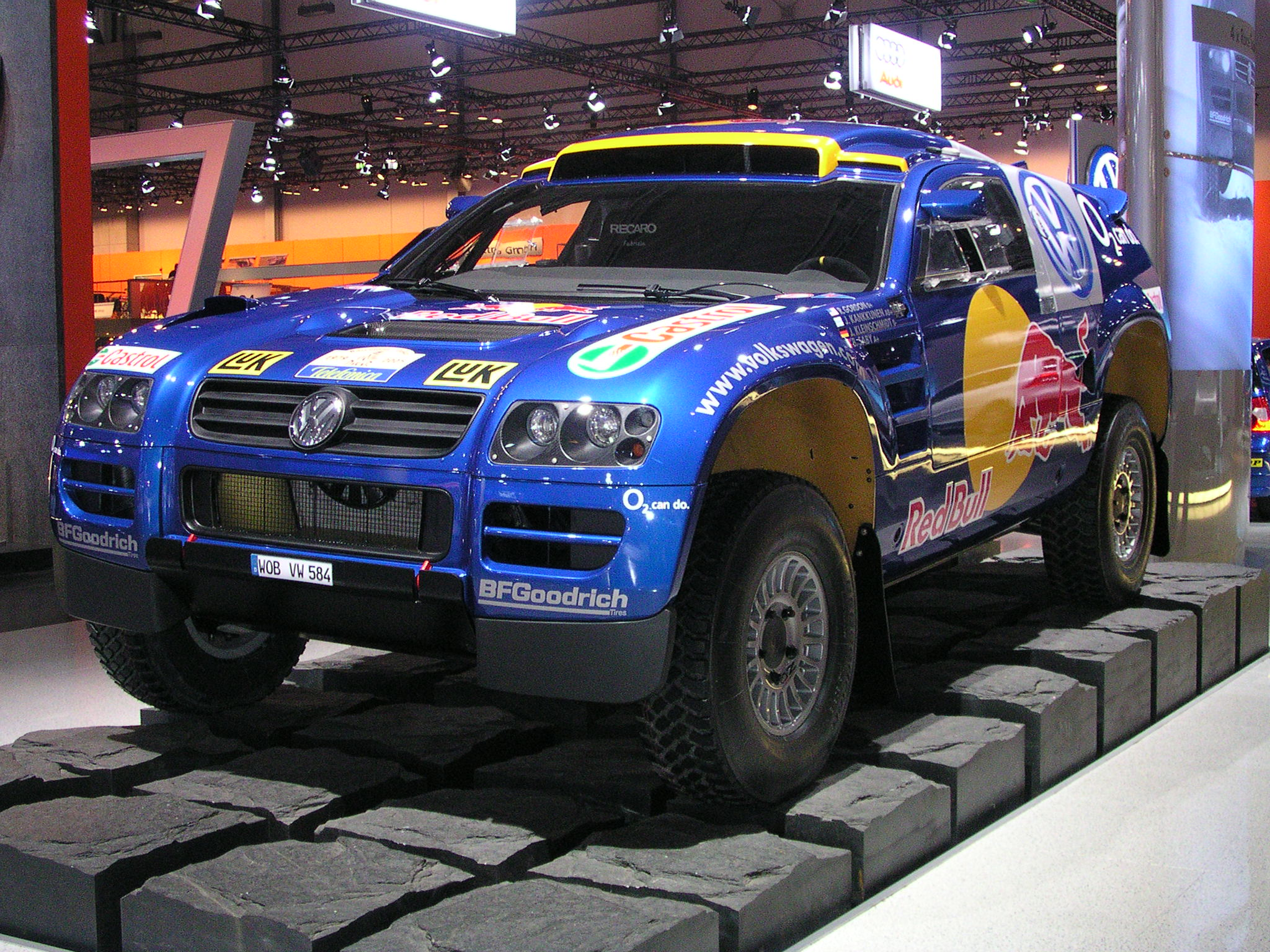
レーストゥアレグ2（2005年仕様）

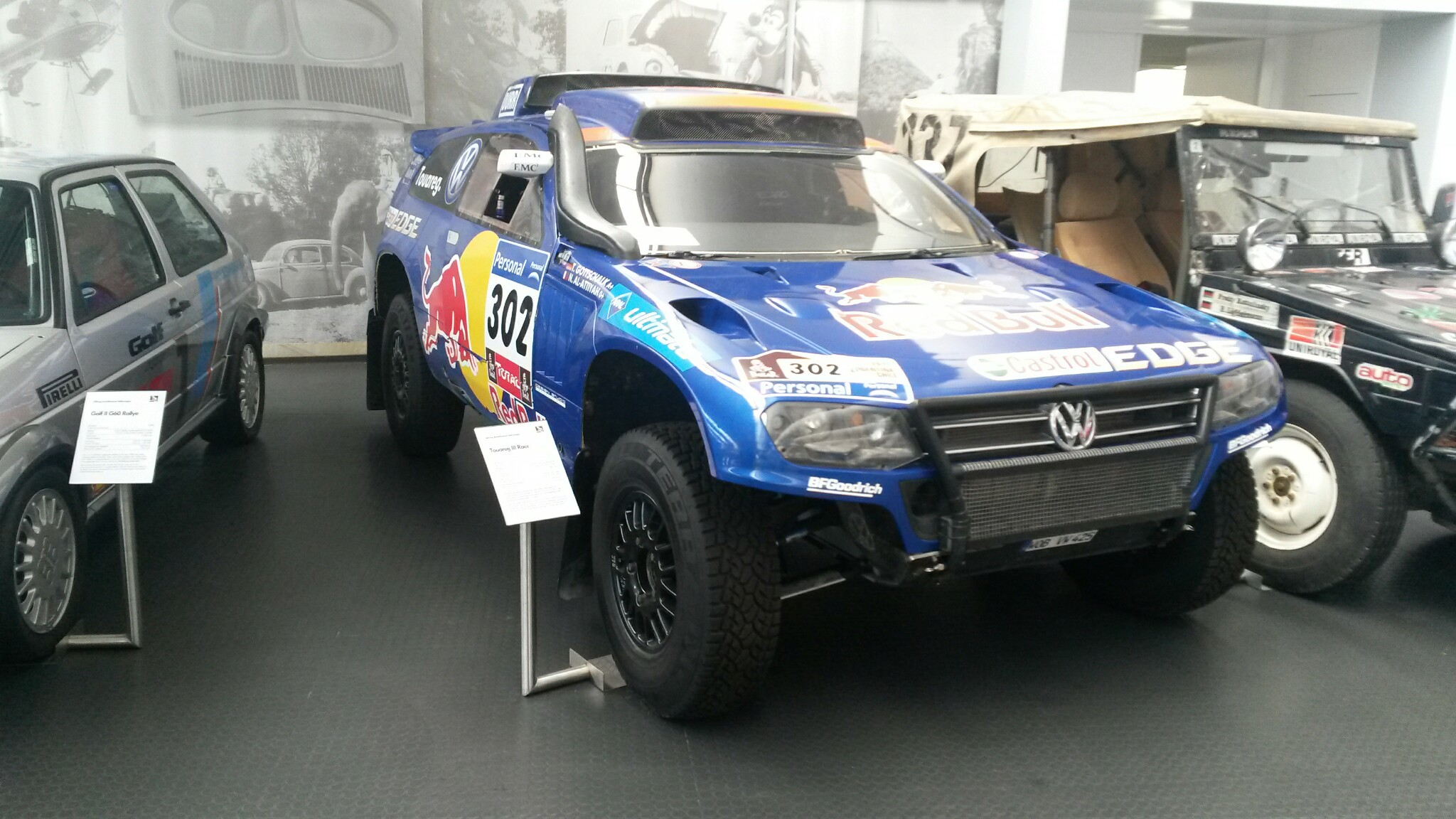
レーストゥアレグ3

ダカール・ラリー及びクロスカントリーラリー・ワールドカップにおいてメーカー系ワークスチームのプロトタイプ車両が解禁された後の2003年に、フォルクスワーゲンは練習機として二輪駆動バギーのターレックを持ち込み、チームの習熟を図る背後で、トゥアレグのイメージをデザインに盛り込んだ本車（開発コード「585」）の開発を行った。設計からテストまでは半年程度というスピード開発であった。
2004年から本車を投入し、当時無敵を誇った三菱自動車軍団に勝負を挑んだ。
2年目の2005年にレーストゥアレグ2、最終年となった2011年のみレーストゥアレグ3とアップグレードされている。そのためほとんどはレーストゥアレグ2で参戦していることになるが、レーストゥアレグ2の中でも改良が何度も施されており、デザインは年によって異なる。
レーストゥアレグはすべて当時最先端環境技術の一つ「クリーンディーゼル」として注目されていた、フォルクスワーゲンが誇る直列5気筒のディーゼルターボエンジン「TDI」を搭載した。初代の無印は、排気量で最低重量が決まる都合上、2.3リッターの231馬力/450Nmであったが、2005年に2.5リッターに拡大し260馬力/500Nmに、2007年に285馬力/600Nmにまで上昇。最終年のレーストゥアレグ3は310馬力/600Nmに到達している。
2011年にカタールの公道規則に沿った「レーストゥアレグ3カタール」が披露されたが、販売はされなかった。

## 戦歴
2004年は1993年優勝のブルーノ・サビーと、2001年に女性初の優勝者となったユタ・クラインシュミット。サビーが6位で完走した。
新型ディーゼルエンジンのレーストゥアレグ2が投入された2005年は4度のWRC（世界ラリー選手権）王者でダカール覇者でもあるユハ・カンクネン、北米の雄ロビー・ゴードンがこの年限り参戦。クラインシュミットが総合3位を獲得した。これはディーゼルエンジンとして初の総合表彰台であった。さらにこの年、サビーはクロスカントリーラリー・ワールドカップも制覇した。
2006年はWRCを引退したカルロス・サインツ、アメリカ人のバハ1000覇者マーク・ミラー、撤退した日産自動車のエースのジニエル・ド・ヴィリエが加入。わずか17分遅れで総合2位と、3年で一気に常勝三菱軍団の牙城に肉薄した。
この勢いで優勝かと思われた2007年は、エンジンを600Nmまで強化。WRC王者でダカール覇者のアリ・バタネンと元三菱のカルロス・スーザがこの年限り参戦（スーザはプライベーターとしてエントリー）。ステージ1でトップ5を独占する速さを見せるも後半戦で自滅し、最終順位では表彰台も獲得できな方（ミラーの4位が最高成績）。
この年北米のバハ500にも参戦し、ミラーとド・ヴィリエが1-2フィニッシュでクラス優勝（総合は11位と18位）。ディーゼルの燃費の良さから、420マイル（675km）を10時間の間一度も給油せずにレーススピードで走りきった。またサインツがワールドカップを制覇した。
2008年大会は規定によりシーケンシャルシフトが6速から5速へ変更され、リストリクター径が1mm（39→38mm）狭くなったが、治安の問題で大会自体がキャンセルとなった。代替イベントとなったセントラル・ヨーロッパ・ラリーではサインツが三菱勢を破り、総合優勝を果たした。
2009年は新型車（レーシングランサー）を投入した三菱の自滅もあり、ド・ヴィリエがフォルクスワーゲンに初の総合優勝をもたらし、ミラーも数分差で続いて1-2フィニッシュ。フォルクスワーゲン車としては1980年のプライベーターのイルティス（軍用車両）以来、ディーゼルエンジン車としては史上初の四輪部門制覇でもあった。三菱がこの大会限りで撤退して以降は無敵となり、シルクウェイ・ラリーでは表彰台を独占して圧勝した。
2010年はサインツ、この年加入のナッサー・アル＝アティヤ、ミラーにより1-2-3フィニッシュで表彰台を独占。サインツとアル＝アティヤの差はたった2分12秒だった。シルクウェイ・ラリーでも二年連続で表彰台を独占した。
空力が大幅に改良されたレーストゥアレグ3が投入された2011年ダカールは、アル＝アティヤ、ド・ヴィリエ、サインツで2年連続で表彰台を独占した。
ハットトリック（3連覇）を達成したフォルクスワーゲンは、WRCへと転身するため、2011年のダカールを最後にラリーレイドから撤退した。